# Мухамедханов, Яркун Джафарович
Яркун Джафарович Мухамедханов (род. 14 января 1933, Ташкент) — советский и российский архитектор.

## Биография
Родился в семье Джафара Мухамедханова, в дальнейшем главного редактора журнала «Сельское хозяйство Узбекистана». Окончил Московский архитектурный институт (1956). С 1975 года член Союза архитекторов СССР.
С 1958 года работал в Москве, первоначально в НИИ градостроительства под руководством А. А. Галактионова. В 1959—1969 гг. сотрудник проектного института Моспроект-1, занимался, в частности, проектом застройки района Ховрино (руководитель проекта Н. Н. Селиванов). Работа над этим масштабным проектом была отмечена специалистами: «В этом микрорайоне устроен один из лучших внутренних микрорайонных парков в Москве. Авторы застройки микрорайона, относящегося к середине 60-х годов, когда улучшились условия работы домостроительной промышленности, приняли укрупнённый масштаб застройки: среди других стоит одно из наиболее протяжённых в московской практике пятиэтажных зданий, достигающее 250 м длины (пятнадцать секций)». Проектировал также комплекс общежитий Университета дружбы народов на улице Миклухо-Маклая.
С 1969 г. в Московском научно-исследовательском и проектном институте объектов культуры, здравоохранения и спорта (Моспроект-4), в 1971—1983 гг. руководил мастерской. Среди основных работ этого времени — учебно-лабораторный корпус Центрального института усовершенствования врачей на Беломорской улице (1977) и Всесоюзный кардиологический научный центр (1973—1984), за работу над которым был в 1990 году, вместе с соавторами, удостоен Государственной премии СССР в области литературы, искусства и архитектуры.
В 1983—1986 гг. работал в Алжире. С 1987 года был директором института «Моспромпроект» (в дальнейшем Институт по проектированию промышленных и транспортных объектов для городского хозяйства города Москвы); в 2000 году удостоен, в составе группы архитекторов и управленцев во главе с мэром Москвы Ю. М. Лужковым, Государственной премии Российской Федерации «За реализацию комплексной программы создания объектов социального назначения в Москве и Севастополе».
Дети: Татьяна Яркуновна Мухамедханова (род. 1957) — дизайнер, Анастасия Яркуновна Мухамедханова (род. 1975) — архитектор и предприниматель.